# TLC (телеканал)
TLC [ˈtiː ˈel ˈsiː] — розважальний телевізійний канал сімейства Discovery, адресований жіночій аудиторії. В Україні розпочав своє мовлення у вересні 2011 року.
Передачі TLC охоплюють такі теми, як мода і стиль життя, кулінарія, виховання дітей, подорожі, весілля і багато іншого. До вересня 2011 року канал охопив мовленням 25 країн світу. В США TLC входить в Топ-10 неефірних жіночих каналів, а в Польщі за лише п'ять місяців після запуску він обійшов за охопленням своїх основних конкурентів.

## Назва телеканалу
Абревіатура TLC спочатку розшифровувалася як The Learning Channel, яке в минулому відповідало позиціонуванню. Згодом концепція була повністю змінена, і повна назва вже їй не відповідала. У підсумку канал зберіг абревіатуру як назву, проте його розшифрування не мається на увазі — інтерпретація «TLC» як «The Learning Channel» в даний час є невірною. Це дистанціювання офіційно було проведено в 1998 році.
Після припинення мовлення каналу Discovery Travel & Living абревіатура TLC отримала нову розшифровку — «Travel and living channel», що відповідало концепції каналу.

## Історія каналу
TLC був заснований в 1972 році і позиціонувався як освітній канал. Його програми були присвячені науковій тематиці, стосувалися питань історії, природознавства, медицини, техніки тощо. Назва The Learning Channel з'явилася в 1980 році, згодом воно було скорочено до TLC. У той час канал був конкурентом Discovery Channel: канали зачіпали подібні теми, однак стиль The Learning Channel був більш академічним. До початку 1990 років канал входив в мережу Financial Network News (FNN), однак після її банкрутства останнього був викуплений Discovery. До 2000 року рейтинги The Learning Channel помітно впали, і за результатами проведеного дослідження було вирішено відмовитися від освітніх програм на користь реаліті-шоу, а також за каналом остаточно закріпилася назва TLC, що не передбачає розшифровки.
Продовжуючи розвиватися в цьому напрямку, TLC кілька разів міняв свій імідж — так, рестайлинг проводився в 2006 і 2008 р. На сьогодні TLC позиціонується як канал, що розповідає про життя сучасних жінок у всій її багатогранності — про складнощі, з якими доводиться стикатися, і про перемоги, які вдається здобувати у вирішенні повсякденних проблем.

## Передачі каналу
- Битва наречених
- Діагноз — вроджена шизофренія (з 2012)
- Джон, Кейт і вісім дітей (пізніше — Кейт і вісім дітей)
- Будинок мрії
- Жити непросто людям маленького зросту
- Позамежні торти
- Зароби свій обід
- Ідеальна пропозиція
- Історії дизайну
- Королівське весілля
- Король кондитерів
- Короновані дітки
- Купономанія
- Лос-Анджелеські чорнила
- Не кажіть нареченій
- Невідомі недуги
- Одягнись до весілля
- Дивна любов
- Дивний секс
- Стань на 10 років молодше
- Це краще не носити
- Найкращий шеф-кухар Америки
- Я важу 300 кг
- Пекельні готелі